# 앗살리흐 이스마일 (장기 왕조)
누르 앗딘 알말릭 앗살리흐 이스마일 이븐 누르 앗딘 마흐무드(As-Salih Ismaʿil al-Malik, 1162년 ~ 1181년 11월 또는 12월)는 누르 앗딘 마흐무드의 아들로, 누르 앗딘 마흐무드의 사후 그의 지위를 계승했다.

## 생애
1174년 누르 앗딘 마흐무드가 죽었을 때 아스살리스는 11세였다. 이때 누르 앗딘 마흐무드의 장교들이 누르 앗딘의 영토를 장악할 때 아즈살리흐는 환관 구무슈테긴의 보호 아래 아버지의 영지들을 장악했다.
그때 이집트에서 있던 살라흐 앗딘이 아스살리흐를 꼭두각시로 세워 시리아를 장악하고자 했다. 1174년 10월, 살라흐 앗딘이 700 명의 기병을 이끌고 시리아로 진군하자 아스살리흐와 그의 측근들은 다마스쿠스를 버리고 알레포로 도망쳤다. 살라흐 앗딘은 다마스쿠스를 점령한 뒤에도 말머리를 멈추지 않고 홈스와 하마를 연달아 정복했다. 그 해 12월, 살라흐 앗딘은 알레포에 나타나 아스살리흐를 보호하겠다는 명목으로 성을 포위했으나 아즈살리흐는 알레포의 시민들에게 자신을 보호할 것을 간청했고, 이에 고무된 알레포의 저항에 살라흐 앗딘은 결국 포위를 풀고 퇴각했다.
살라흐 앗딘이 누르 앗딘의 영지 대부분을 장악하는 것을 아스살리흐의 친척, 모술의 지배자 사이프 앗딘 가지 2세는 용인하지 않았다. 그는 대군을 이끌고 알레포로 진군했다. 이에 크게 위협을 느낀 살라흐 앗딘은 그에게 다마스쿠스 이북의 영지를 포기하는 것을 조건으로 평화를 제의했지만, 사이프 앗딘은 이를 거부했다. 모술과 알레포의 연합군은 살라흐 앗딘의 군대와 하마에서 격돌했으나, 패배했다.
이후에도 살라흐 앗딘은 알레포에 충성을 맹세하는 편지를 계속 보냈지만, 아스살리흐는 이를 받아들이지 않았다. 결국 살라흐 앗딘은 아즈살리흐의 인정을 받는 것을 포기했다. 그는 바그다드의 칼리프에게 자신을 시리아와 이집트의 왕으로 인정해달라는 사신을 보냈고, 1175년 5월 하마에서 칼리프가 보낸 인증 문서와 예복을 받았다.
1176년, 사이프 앗딘은 다시 한번 군대를 이끌고 유프라테스강을 건넜다. 여기에 아스살리흐의 군대도 합류했다. 살라흐 앗딘은 시리아의 군대 뿐만 아니라 이집트의 군대도 동원해 이에 대응했다. 그 해 4월 22일, 양 군대는 알레포 인근에서 격돌했다. 장기 왕조의 군대는 패배했다. 이 전쟁 이후 살라흐 앗딘은 정통성을 위해 누르 앗딘 마흐무드의 아내였던 이스마트 앗딘 카툰과 결혼했다.
1181년 11월 또는 12월, 아스살리흐는 복통을 호소하며 죽었다. 독살이라는 설도 있다. 그에게는 자식이나 형제가 없었기 때문에 죽기 직전에 주요 지휘관들에게 모술의 이즈 앗딘 마수드 1세에게 충성을 맹세하게 했다. 그러나, 그의 죽음으로부터 2년 뒤인 1183년 6월 12일, 살라흐 앗딘은 알레포를 정복했다.
이븐 알칼라니시가 소개한 십자군의 전설에 따르면, 아스살리흐의 어머니는 제2차 십자군의 와중에 누르 앗딘의 포로가 된 툴루즈의 베르트랑의 누이이다. 그의 할아버지인 이마드 앗딘 장기에게도 이와 비슷한 전설이 존재한다.

## 참고 서적
- H. A. R. Gibb, The Damascus Chronicle of the Crusades, Courier Dover Publications, 2003.
- Malcolm Cameron Lyons and David Edward Pritchett Jackson, Saladin, Cambridge University Press, 1985.
- 스탠리 레인 풀 지음, 이순호 옮김, 『살라딘』, 갈라파고스, 2003.
- 아민 말루프 지음, 김미선 옮김, 『아랍인의 눈으로 본 십자군 전쟁』, 아침이슬, 2002.